# Radeloos (boek)
Radeloos is een boek van de Nederlandse schrijfster Carry Slee. Het is het derde boek van de schrijfster dat is verfilmd als Radeloos (2008).

## Verhaal
Als Paco plotseling zijn vader verliest, staat zijn leven op zijn kop. Vooral omdat hij denkt dat het zijn schuld is. Paco klust niet meer aan zijn bus, hij is geen dj meer en zijn vriendin Floor laat hem keihard zitten. Zijn schuldgevoel wordt alleen maar groter, hierdoor raakt hij net zo in de problemen als zijn klasgenote Yara.
Yara wil het liefst naar de kunstacademie, maar haar moeder, die makelaar is, vertelt aan iedereen dat haar dochter makelaar wordt, terwijl ze dat helemaal niet wil. Yara's beste vriendin is de slanke Sterre, maar naast Sterre voelt Yara zich dik en daarom hongert ze zich zelf uit. Ze gaat echter zo ver dat ze anorexia krijgt en thuis enkele keren flauwvalt. Uiteindelijk raakt ze bewusteloos op school, wat voor een fataal einde zou kunnen zorgen.